# 스노우 (영화)
스노우(Snijeg, Snow)는 프랑스에서 제작된 아이다 베기츠 감독의 2008년 영화이다. 자나 마자노빅 등이 주연으로 출연하였다.

## 출연

### 주연
- 자나 마자노빅
- 자스나 베리
- 에밀 하드지하피즈베고빅
- 제레나 코딕
- 자스민 젤조
- 드잔 스파식
- 엘머 테직

## 제작진
- 제작보: 베니 드레흐셀
- 제작보: 프랑소와 다르테마레
- 제작보: 아디스 디아포